# Бразильско-турецкие отношения
Бразильско-турецкие отношения — двусторонние дипломатические отношения между Бразилией и Турцией. Страны входят во Всемирную торговую организацию (ВТО).

## История
Бразильская империя является вторым государством в Америке (после Соединённых Штатов), вступившим в договорные отношения с Османской империей. 5 февраля 1858 года страны подписали Договор о торговле и мореплавании, который содержал одиннадцать статей и по своему характеру был похож на другие османские капитуляции перед христианскими державами. Бразилия открыла четыре консульства в Османской империи: в Каире, Яффе, Суре и Танте. У османов было два консульства в Бразилии: в Рио-де-Жанейро и Сан-Паулу. После 1909 года Бразилия пыталась создать консульства в Стамбуле и Бейруте, но османы не допустили этого. В результате развития сотрудничества между странами более 100 000 османских подданных, в основном из Сирии, эмигрировали в Бразилию для работы на кофейных плантациях. С конца XIX века в Бразилии издавались двадцать газет на арабском языке для выходцев из Османской империи. Как правило, они проводили антиосманскую редакционную позицию, что оказывало давление на отношения между странами.
В 1926 году Бразилия официально признала Турцию, а 8 сентября 1927 года был подписан новый договор о дружбе. В 1930 году страны открыли посольства в столицах друг друга, а в 1933 году подписали торговое соглашение.
В 2003 году министр обороны Турции Веджди Гёнюль осуществил официальный визит в Бразилию, где провёл переговоры с министром обороны Бразилии Жозе Вьегаса Фильо. 14 августа 2003 года стороны подписали соглашение о сотрудничестве по вопросам обороны, которое вступило в силу только в 2007 году. В 2006 году министр иностранных дел Турции Абдуллах Гюль посетил с официальным визитом Бразилию. В 2009 году президент Бразилии Луис Инасиу Лула да Силва осуществил государственный визит в Турцию.
В мае 2010 года Бразилия и Турция подписали трёхстороннее соглашение с Ираном, нацеленное на частичное разрешение дипломатического кризиса вокруг ядерной программы Ирана. В 2012 году министр обороны Турции Исмет Йылмаз прибыл в Бразилию, где встретился с бразильским министром обороны Селсу Аморимом. Стороны обсудили вопрос о производстве военной техники. В ходе визита было подписано соглашение об обмене опытом в военной сфере.
В июне 2015 года отношения между странами стали напряжёнными, когда Бразилия признала Геноцид армян, а Турция отозвала своего посла из Бразилии вскоре после этого.

## Дипломатические представительства
- Бразилия имеет посольство в Анкаре[10].
- Турция содержит посольство в Бразилиа и генеральное консульство в Сан-Паулу[11].